# Sitterswald
Sitterswald ist ein Ortsteil der saarländischen Gemeinde Kleinblittersdorf im Regionalverband Saarbrücken. Bis Ende 1973 war Sitterswald eine eigenständige Gemeinde.

## Geographie
Nordwestlich von Sitterswald liegt Auersmacher und südwestlich Rilchingen-Hanweiler. Östlich von Sitterswald bildet die Blies die Grenze zwischen Deutschland und Frankreich. Im Nordosten liegt auf deutscher Seite die Bliesgersweiler Mühle und auf französischer Seite Bliesgersweiler und im Südosten der Saargemünder Ortsteil Neunkirchen.

## Geschichte

### Bedeutung des Ortsnamens
Der Ortsname Sitterswald geht auf den Waldnamen Sitterswald zurück und findet sich als Ortsname nur ein einziges Mal in der Bundesrepublik Deutschland. Der Wald lag auf dem Bann von Rilchingen-Hanweiler, wurde 1935 gerodet und dem Bau der Siedlung zur Verfügung gestellt. Dieser Wald gab dem neuen Dorf seinen Namen.
Der Namensbestandteil Sitters- (Seiters-) wird unterschiedlich gedeutet. Als seichtes, sumpfiges Land oder als zur Rodung ausgeschiedenes Land.

### Ortsgeschichte
Der Boden, auf dem Sitterswald errichtet wurde, teilte vor 1935 die Geschichte von Rilchingen-Hanweiler. Die Grundsteinlegung des Ortes Sitterswald erfolgte im Jahr 1935.
Im Jahr 1935 kam es, etwas überstürzt, zum Bau der Kleinsiedlung Sitterswald, die zunächst noch „Auersmacher Siedlung“ genannt wurde. Es sollte ein Dorf werden, das nicht, wie alle anderen Dörfer der Umgebung, organisch gewachsen war, sondern auf dem Reißbrett entworfen wurde.
Der Entwurf hierzu stammte von der Reichsheimstätte der NSDAP und der DAF und wurde nach der Rückkehr des Saarlands zum Deutschen Reich verwirklicht. Solche Siedlungen entstanden in der gleichen Zeit in Griesborn, Dorf im Warndt und in Neunkirchen-Haus Furpach.
Zunächst waren 215 Siedlerstellen, 10 Großsiedlerstellen und 17 Eigenheime geplant. Eine Kirche sollte beim heutigen Quallenbrunnen gebaut werden, ein Feierabendhaus an der ehemaligen Bäckerei Bur. Für den Sportplatz waren Teile des Mühlenwaldes vorgesehen. Dieser Plan wurde weitgehend beibehalten, allerdings gab es Änderungen beim Standort der Kirche und des Sportplatzes. Auch die 10 Großsiedlerstellen und die 17 Eigenheime wurden nie gebaut.
Im September 1935 erfolgte der erste Spatenstich in der Flur „Naualmet“, heute Ellwiesergarten.
Am 25. Juni 1937 befasste sich das Reichskommissariat mit dem Schulhausneubau in der Siedlung Auersmacher-Sitterswald. Eine Turnhalle war ebenfalls geplant, die zusammen mit dem Schulhaus errichtet werden sollte. Verwirklicht wurde beides aber erst nach dem Zweiten Weltkrieg.
Der Bau der Siedlung Sitterswald war von vornherein auch von außenpolitischer Bedeutung. Deshalb wurde sie an die Grenze zu Frankreich gesetzt, wo sie von Saargemünd her gesehen werden sollte. Ziel war es zu zeigen, was das Deutsche Reich für sein Volk tut. In einigen französischsprachigen Berichten wird die Siedlung „Hitlerdorf“, „Hitlersdorf“ oder „Adolf-Hitler-Dorf“ genannt.
In den Jahren 1952 bis 1956 wurde die katholische Kirche erbaut.
Am 1. Januar 1974 wurde Sitterswald in die Gemeinde Kleinblittersdorf eingegliedert.
Im Jahr 1977 gewann Sitterswald den Bundeswettbewerbs „Unser Dorf soll schöner werden“. Seit 1992 besteht eine Partnerschaft mit Behringen (Thüringen). Es besteht ein reger Austausch der Vereine Sitterswald und Behringen mit gegenseitigen Besuchen. Die Partnerschaft wird maßgeblich vom Heimat- und Verkehrsverein Sitterswald e. V. gestaltet.
Seit 1995 verbindet eine Fußgängerbrücke über die Blies als Freundschaftsbrücke Deutschland mit Frankreich. Auf französischer Seite der Brücke, im Saargemünder Ortsteil Neunkirchen, liegt die Bliesmühle, eine ehemalige Wackenmühle, die zur Herstellung von Steingut-Masse genutzt wurde, sie beherbergt heute ein Themenmuseum für Steinguttechnik. Einzigartig in Europa ist die bedeutende Sammlung von Maschinen und Spezialhandwerkzeug der Keramikindustrie.

## Politik

### Ortsvorsteher
- 1974–2001: Günter Kallenborn (SPD)
- 2001–2014: Harald Thieser (SPD)
- seit 2014: Hans-Jürgen Laschinger

### Sitzverteilung im Ortsrat (Stand: August 2024)
| Partei  | Stimmen in % | Sitze im Ortsrat |
| ------- | ------------ | ---------------- |
| SPD     | 42,10 %      | 5 Sitze          |
| Wählbar | 37,78 %      | 4 Sitze          |
| CDU     | 17,53 %      | 2 Sitze          |

## Wirtschaft und Infrastruktur

### Verkehr
Sitterswald hat zwei Bushaltestellen, die von der Linie 501, 147 und R14 der RSW GmbH angefahren werden. Jeweils nach Kleinblittersdorf über Auersmacher, und von Kleinblittersdorf nach Hanweiler bzw. über Bliesransbach bis nach Homburg. Von Kleinblittersdorf aus besteht eine Verbindung mit der Stadtbahn (Saarbahn) weiter nach Saarbrücken.

### Feuerwehr
Seit dem 19. August 2017 teilt sich die Freiwillige Feuerwehr Sitterswald ein gemeinsames Feuerwehrhaus mit der Feuerwehr Auersmacher. Am 1. April 2019 wurden die Löschbezirke Auersmacher und Sitterwald zum neuen Löschbezirk Mitte zusammengelegt.

## Persönlichkeiten
- Georg Butzbach (* 1956), Boxer